# 尼泊尔共产党 (2014年)
尼泊尔共产党是尼泊尔的一个共产主义政党。该党成立于2014年，分裂自尼泊尔联合共产党（毛主义）。该党的意识形态是共产主义、马列毛主义。该党的政治立场是极左翼。该党的领导人是内特拉·比克拉姆·昌德（比普拉夫）。该党是社会主义阵线的成员。